# Mads Korsbjerg
Mads Korsbjerg (født 23. juli 1976) er en dansk squash spiller. Han er 2 gange Danske Mester i Squash 

## Karriere
Korsbjerg er født i Aarhus og spiller i Odense Squash & Motions Klub. Han deltog i april 2006 i Europamesterskaberne hvor Danmark opnåede en 10 plads. 
Korsbjerg har været med til at vinde DM for hold med Herlev/Hjorten Squash klub. 

## Privat
Mads Korsbjerg er bror til Mikkel Korsbjerg som også er squashspiller. Mads var i en 6-årig periode i den danske bruttolandsholdstrup. Han arbejder til dagligt som pædagog.

## Resultater
- Dansk Mester
  - 2006 (Slog Michael Frilund i finalen)
  - 2003

## Ekstern kilde/henvisning
- Mads Korsbjergs profil hos squashinfo.com (engelsk)
- Herlev/Hjortens hjemmeside